# Hypocrea argillacea
Hypocrea argillacea är en svampart som beskrevs av W. Phillips & Plowr. 1885. Hypocrea argillacea ingår i släktet svampdynor och familjen Hypocreaceae.  Arten är reproducerande i Sverige. Inga underarter finns listade i Catalogue of Life.